# Associació de micropobles de Catalunya
L'Associació de micropobles de Catalunya (MdC) reuneix municipis de Catalunya de menys de cinc-cents habitants. Es va crear el 2008 per nou municipis fundadors. Els micropobles cobreixen un 35% del territori català tot i representar només 1,2% de la població (unes 80.000 persones). El 2018 n'hi havia 337.
L'associació insisteix en el paper dels petits pobles en la gestió del territori: boscs, medi ambient, patrimoni, transició energètica… una tasca que no es pot finançar amb els pocs recursos i els pocs habitants que tenen. Segons MdC, moltes lleis d'urbanisme i d'organització del territori es conceben d'una perspectiva urbana si no metropolitana, tot obviant les particularitats del món rural.
De vegades depèn de poques famílies per mantenir serveis essencials com ara escoles. Tot i que hi ha moltes cases buides, manca l'habitatge de lloguer: no es venen, ni es lloguen, ni es reformen i n'hi ha que estan abandonades. L'associació estimula els poders per prendre iniciatives per ajudar els micropobles a crear habitatge de lloguer, atreure nous veïns permanents, desenvolupar activitats econòmiques i sensibilitzar els poders públics. Reclamen un estatut propi per garantir el futur i crear un equilibri territorial.
El 2021, per exemple, van prendre una iniciativa pilot per impulsar famílies de refugiades a instal·lar-s'hi. Volen veure si la integració s'hi fa més fàcil que en les grans ciutats i van publicar un decàleg cap a una transició energètica.